# Clean Power Capital
Clean Power Capital ist ein kanadisches Finanzunternehmen mit Sitz in Vancouver. Das Unternehmen ist seit 2019 an der Canadian Securities Exchange börsennotiert. Clean Power investiert in andere Firmen, um so Gewinn zu erzielen. Schwerpunkt der Investitionen sind u. a. der biomedizinische und pharmazeutische Sektor (darunter auch Cannabis), klassische Energieformen (Öl und Gas) und Erneuerbare Energien wie Wasserstoff- & Brennstoffzellentechnologien, Windenergie, Solarenergie sowie Geothermie.

## Geschichte
Clean Power Capital wurde 2001 gegründet. 2019 erfolgte der Börsengang unter dem Namen Organic Flower Investments Group. Im November 2020 änderte das Unternehmen seinen Namen von Organic Flower Investments Group in Clean Power Capital um.
2020 übernahm Clean Power Capital eine 90-prozentige Beteiligung an PowerTap Hydrogen Fueling Corp. Dieses möchte mithilfe einer eigens patentierten Technologie innerhalb der nächsten 3 bis 5 Jahre ein Wasserstoff-Tankstellennetz für Fahrzeuge in Nordamerika aufbauen. 2021 sollen die ersten Wasserstofftankstellen im Bundesstaat Kalifornien errichtet werden.